# داشتن و نداشتن
داشتن و نداشتن (به انگلیسی: To Have and Have Not) نام رمانی از نویسنده آمریکایی ارنست همینگوی است. این رمان در سال ۱۹۳۷ نوشته شده‌است.

## داستان رمان
داشتن و نداشتن، داستان یک ناخدای قایق ماهیگیری به نام هری مورگان در فلوریدا را روایت می‌کند. رمان، هری را ذاتاً شخصیت خوبی معرفی می‌کند که به خاطر شرایط سخت اقتصادی که خارج از کنترل او هستند، مجبور به ورود به بازار سیاه و جابه‌جا کردن کالای قاچاق بین کوبا و فلوریدا شده‌است. یکی از مشتریان ثروتمند هری، دستمزد یک سفر ماهیگیری سه هفته ای را به او پرداخت نکرده و او را در شرایط بسیار بدی قرار می‌دهد. پس از این اتفاق، هری با انتخابی سرنوشت ساز، تصمیم می‌گیرد که برای تأمین مخارج خانواده‌اش، مهاجرین چینی را به صورت قاچاق و غیرقانونی از کوبا به فلوریدا انتقال دهد. او سپس شروع به عبور انواع مختلفی از بارهای غیرقانونی [از الکل گرفته تا انقلابی‌های کوبا] بین دو کشور می‌کند.
داشتن و نداشتن، با جزئیات و داستانی بسیار ملموس و واقعی، و دارا بودن یکی از ظریف‌ترین و تکان دهنده‌ترین ارتباطات انسانی در آثار همینگوی، به عنوان یکی از برترین آثار ادبی در تمامی اعصار، خود را معرفی می‌کند.

## ترجمه به فارسی
در ایران این رمان توسط پرویز داریوش ترجمه شده‌است و همچنین فیلم ناخدا خورشید ساخته ناصر تقوایی و با بازی داریوش ارجمند، فتحعلی اویسی و علی نصیریان اقتباسی آزاد از این رمان است.